# Dworzec autobusowy w Zawierciu
Dworzec autobusowy w Zawierciu – istniejący w latach 1973–2010 dworzec autobusowy obsługujący ruch lokalny i dalekobieżny, znajdujący się w Zawierciu przy ulicy 3 Maja.

## Historia
Pod koniec lat 60. PKS Zawiercie obsługiwał komunikację miejską, połączenia dalekobieżne oraz dodatkowe połączenia w sezonie turystycznym, łącznie 15 milionów pasażerów rocznie. Przed budynkiem dworca kolejowego rozbudowano wówczas przystanki autobusowe, jednakże nie istniał osobny budynek dworca autobusowego, a jego funkcję spełniał budynek dworca kolejowego. Pomieszczenia dworca kolejowego były jednak niewystarczające dla komfortowej obsługi podróżnych. Ponadto od 1970 roku PKS znacznie zwiększył liczbę posiadanych autokarów i obsługiwanych linii. W związku z tym w 1973 roku oddano do użytku budynek dworca autobusowego, znajdujący się w bezpośrednim sąsiedztwie dworca kolejowego. W budynku dworca znajdowały się kasy.
Pod koniec 2008 roku z dworca obsługiwane były połączenia m.in. do Katowic, Kielc, Krakowa, Kudowy-Zdroju, Neapolu, Ostrowca Świętokrzyskiego, Poznania, Starachowic i Tarnowskich Gór. W związku z likwidacją PKS Zawiercie w 2010 roku dworzec został pozbawiony wiat, które należały do tej spółki. Dworzec został następnie przejęty przez PKP i przekwalifikowany na płatny parking. Obsługa pasażerów została natomiast przeniesiona na przystanki znajdujące się w pobliżu dworca kolejowego.
W 2018 roku na terenie dawnego dworca autobusowego wybudowano węzeł przesiadkowy.